# Вейкко Гелле
Вейкко Куллерво Гелле (фін. Veikko Kullervo Helle, 11 грудня 1911, Віхті, Фінляндія — 5 лютого 2005, Лог'я, Фінляндія) — фінський державний діяч, Голова парламенту Фінляндії (1976—1978).

## Життєпис
Народився у сім'ї теслі та члена сейму Едварда Гелле. Закінчив Робочу академію (Työväen Akatemian). Працював у майстерні батька, потім на заводі Матті в Гювінкяа. До 1951 був незалежним трейдером.
Громадсько-політичну роботу успадкував від батька, який був членом робітничих асоціацій, муніципального представництва, а далі — в парламенті.
Політичну кар'єру почав у 1936 на муніципальних виборах. У 1963 взяв участь у виборах на посаду голови Соціал-демократичної партії, але програв Рафаелю Паасіо.
1951—1983 — депутат парламента від Соціал-демократичної партії.
- 1972—1976 та 1978—1985 — заступник голови.
- 1976—1978 — голова парламенту Фінляндії.

Неодноразово входив до колегії виборців президента країни. Його називали «теслею фінського парламенту».
- 1970—1971 — заступник прем'єр-міністра.
- 1970—1971 та лютий-вересень 1972 — міністр праці.
- 1982—1983 — знову міністр праці.

Протягом 52 років (1937—1988) був членом муніципальної ради Віхті та його головою у 1958—1976.
У 1999 на його честь була названа площа у Віхті.